# Christoph Merian Verlag
Der Christoph Merian Verlag (CMV) ist ein Schweizer Verlag mit Sitz in Basel mit vier Festangestellten (2024). Er ist eine Institution der Christoph Merian Stiftung. Der Verlag ist Mitglied im Schweizer Buchhandels- und Verlags-Verband SBVV und bei SWIPS – Swiss Independent Publishers.

## Gründung
Der Gründung des Verlags im Jahre 1976 ging eine regelmässige editorische Aktivität der Christoph Merian Stiftung ohne eigenen Verlag voraus. 1973 hatte sich die Stiftung entschlossen, das Jahres-Periodikum Basler Stadtbuch zu übernehmen. Dieses war zu Beginn der 1970er Jahre für die damaligen Herausgeber finanziell nicht mehr tragbar und stand vor der Einstellung. Die Stiftung setzte das seit 1879 erschienene, traditionsreiche Stadtbuch mit einem neuen und aktualitätsbezogenen Konzept fort und vertrieb es über einen Kommissionsverlag.
Die Verlagsgründung erfolgte erst drei Jahre nach der Übernahme des Basler Stadtbuchs. Die Zusammenarbeit zwischen Stiftung und damaligem Kommissionsverlag gestaltete sich zunehmend schwierig. Um Produktion und Vertrieb der Baseldeutsch-Grammatik von Rudolf Suter einen funktionierenden Rahmen zu geben und um weitere eigene Buchprojekte anzugehen, gründete die Stiftung 1976 den Christoph Merian Verlag, der seine Tätigkeit noch im selben Jahr aufnahm.

## Tätigkeit
Der Verlag entscheidet selbständig über das Verlagsprogramm, nachdem dieses ursprünglich von einer Begleitkommission gesteuert worden war. Der Verlag operiert nach betriebswirtschaftlichen und branchenüblichen Grundsätzen, gibt aber im Sinne der Stiftungstätigkeit auch nicht gewinnbringende Publikationen heraus. Mehrere Publikationen wurden von der Stiftung Buchkunst im Wettbewerb «Die schönsten deutschen Bücher» prämiert. Auch im Rahmen des Wettbewerbs Deutscher Fotobuchpreis wurden mehrere Publikationen mit Preisen ausgezeichnet. An den Buchmessen in Frankfurt und in Leipzig ist der Verlag jeweils mit einem eigenen Stand präsent.
Nachdem zuerst neben Büchern über regionalspezifische Themen («Basiliensia») auch solche zur Stiftungstätigkeit (sozialethische Publikationen) dominiert hatten, sind seit 1996 die Schwerpunkte dem Publikumsinteresse folgend verlagert und neu gesetzt worden. Die Reihen «Kinderbücher» und «Schweizerische Populärgeschichte» wurden eingestellt, die internationale Leserschaft wurde in den letzten Jahren mit auch fremdsprachigen Titeln zunehmend ins Auge gefasst. Die aktuellen Schwerpunkte sind «Kunst, Fotografie und Architektur» sowie «Kultur und Gesellschaft» neben der Fortsetzung des Verlagsprogramms mit Büchern zu Themen der Region Basel, darunter die Reihe «Beiträge zur Basler Geschichte» sowie «Stadt.Geschichte.Basel», das eigenständige Projekt einer aktualisierten, zehnbändigen Stadtgeschichte Basels, deren Erscheinen für die Jahre 2024 und 2025 geplant ist. Wiederholt entstehen Publikationen in Kooperation mit grösseren Museen oder anderen Kulturinstitutionen sowie Nischenprodukte. Aktuell erscheinen pro Jahr rund 20 neue Titel, seit 1976 hat der Verlag rund 500 Bücher produziert. Zu den erfolgreichsten Publikationen zählen die Gesamtausgabe der Tagebücher aus dem Regenwald von Bruno Manser (Erstausgabe 2004, überarbeitete Neuauflage 2019) sowie die 18-bändige Baumonographie-Reihe zum Novartis Campus (2005–2022).
Von 2005 bis 2017 entstanden ausserdem über 170 Hörbücher, vor allem in der gemeinsamen Hörbuchreihe in Zusammenarbeit mit SRF – Schweizer Radio und Fernsehen. Daneben produzierte der Verlag auch eigene Lesungen und edierte von 2007 bis 2016 das Gewinnerfeature des internationalen Featurepreis-Wettbewerbs der Stiftung Radio Basel. Für das Hörbuch Fallbeil für Gänseblümchen – dem Gewinnerfeature von 2012 über den Spionageprozess gegen Elli Barczatis und Karl Laurenz – wurde der Verlag mit dem Deutschen Hörbuchpreis ausgezeichnet. Aufgrund der zunehmenden Absatzschwierigkeiten im Hörbuchbereich wurde dieses Programmsegment 2017 eingestellt.

## Einzelbelege
1. ↑  Basler Stadtbuch Das Basler Stadtbuch erscheint seit 2017 nach Beendigung der Printausgabe als Online-Plattform inklusive eines Archivs mit allen retrodigitalisierten Texten seit 1879.
2. ↑  Rudolf Suter: Baseldeutsch-Grammatik, 1992 (3. Auflage) ISBN 3-85616-048-5
3. ↑  Zuletzt: Andreas Kofler und Goran Mijuk: Novartis Campus Guide, 2025 ISBN 978-3-85616-999-2
4. ↑  Zuletzt: Peter Röllin: Flaneur der Präzision – Peter Heman, 2023 ISBN 978-3-85616-999-2
5. ↑  Projektwebsite Stadt.Geschichte.Basel
6. ↑  Ulrike Jehle-Schulte Strathaus (Hrsg.): Reihe Bauten des Novartis Campus
7. ↑  Stiftung Radio Basel (Hg.) / Maximilian Schönherr: Fallbeil für Gänseblümchen, 2012 ISBN 978-3-85616-596-3